# Salduie (banda)
Salduie (en escritura íbera ) es una banda española de folk metal originaria de la ciudad de Zaragoza y fundada en el año 2010. Sus letras se caracterizan por tratar sobre las culturas prerromanas de la península ibérica, incluyendo los celtíberos, los iberos, los lusitanos y la conquista romana.

## Historia

### Primeros pasos
En 2013, la banda publica el LP La senda del cierzo, y en 2014 lanzaron su primer disco de estudio Imbolc, con el sencillo Numancia. A lo largo del final de 2014, todo 2015 y la primera mitad de 2016 la banda prepara su segundo disco de estudio, de título Belos, producido nuevamente por Lucas Toledo (en Theocide Studios) durante julio y septiembre de 2016, con las colaboraciones de Chaime Magallón (Lurte), José Broseta (Opera Magna, Systemia), Diego Royo (Eternity, Evernight) y Chusé Joven (Atland, Judith Mateo), Allué y la Coral Celtíbera (compuesta, a su vez, por varios miembros del coro Amici Musicae).
Durante la primavera de 2016 Salduie contó con Diego Royo a las voces melódicas del grupo, en sustitución del cantante melódico de la banda, Nem Sebastián.

### Segundo trabajo y actualidad
El disco sale a la luz el 10 de diciembre de 2016 con los adelantos de Carus de Sekaiza, Hospitium, Bestias númidas y Los fuegos de Belenus.
El 8 de enero de 2017, Nem anunciaría en su perfil personal de Facebook que dejaba la banda por problemas personales, para luego ser confirmado en la web oficial de la banda, diciendo que «Aunque Nem era una parte muy importante de Salduie, queremos dejar claro que Salduie sigue adelante». Diego Royo, quien ya había reemplazado anteriormente a Nem, será el vocalista en los próximos conciertos de la banda.
El 17 de noviembre del mismo año, también se retira el guitarrista Álvaro Pérez por motivos personales, anunciando también la nueva formación de la banda y la llegada del nuevo videoclip. Para el 18 de diciembre, a través de la página de Facebook, Salduie hace oficial la formación actual de la banda, confirmado a Diego Royo (voz) y Daniel Galbán (bajo) como miembro definitivo, además de anunciar el reintegro de Nem, tras casi un año ausente. El resto de la banda se mantiene intacto. Dos días después, hacen público el videoclip de Bosnerau, mostrando de forma pública la nueva formación.
En marzo de 2018 se hace oficial la incorporación de Sergio Couto como guitarrista.
En abril de 2018 la banda participa en el disco ¡¡Stay Oz!! Hasta que el cuerpo aguante, invitada por Txus di Fellatio para el 30 aniversario de Mägo de Oz.
En 2019 sacarían su tercer álbum de estudio, Viros Veramos, tras los adelantos de: Viriato, R.T.N.P. y Sedeisken. En este álbum contarían con diversas colaboraciones como Narci Lara, Migue Franco, Paco Garrido, Alberto Domínguez, Jordi Boixaderas, Jose Broseta, Alícia Felipe y Lucas Toledo. El disco fue publicado el 8 de marzo de 2019 en Spotify.
También se anunció que la banda participaría en el Leyendas del Rock donde actuarían por partida doble en el mismo día, en el Camping Stage y en el Mark Reale Riot Stage. Después de eso, se colgaron dos vídeos a YouTube con las imágenes de la actuación, vídeos a cargo de Metalovision.

## Discografía

#### EP
- 2012: La senda del cierzo

#### Álbumes
- 2014: Imbolc
- 2016: Belos
- 2019: Viros Veramos
- 2021: Ambaxtos
- 2024: Dvatir

#### Colaboraciones
- 2018: El Atrapasueños en el álbum aniversario "Stay Oz, hasta que el cuerpo aguante" de Mägo de Oz
- 2021: El monte de las ánimas en el álbum aniversario "Mester de Juglaría" de Saurom

## Formación
- David Serrano: gaita, flauta irlandesa (whistles), dulzaina.
- Víctor Felipe: guitarras (acústica y eléctrica), buzuki irlandés, mandolina, coros.
- Diego Bernia: voz gutural y melódica.
- Sergio: batería y bodhrán.
- Daniel Galbán: bajo.
- Nem Sebastián: voz melódica, vientos.